# Stanisław Wyspiański
Stanisław Mateusz Ignacy Wyspiański (Cracòvia, 15 de gener de 1869 – Cracòvia, 28 de novembre de 1907) fou un dramaturg, poeta, pintor, arquitecte i ebenista polonès.

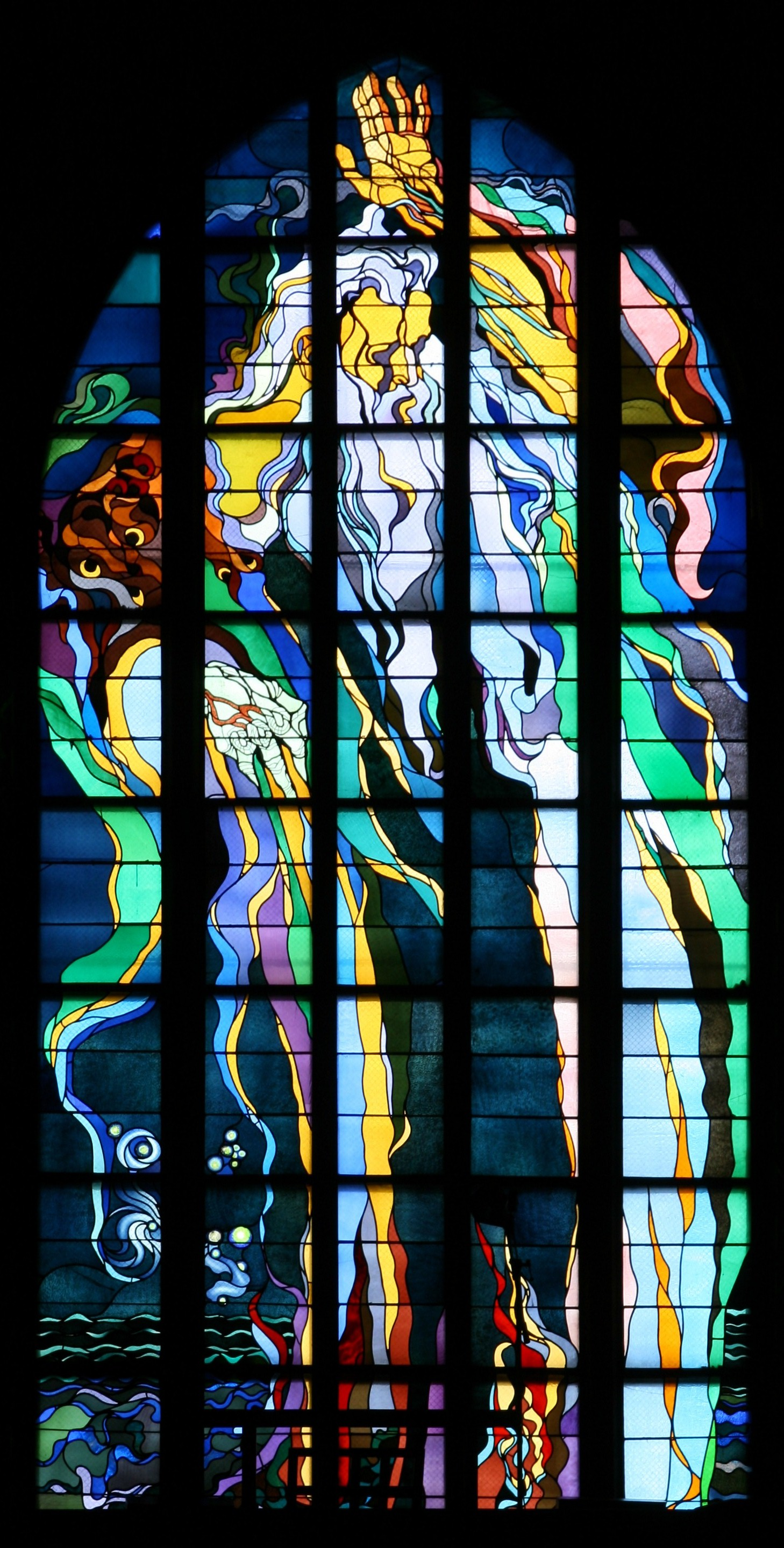
Vidriera de l'església de Cracòvia de Wyspiański

Va barrejar l'Art nouveau amb temes de la història polonesa. En les seves vidrieres de l'església franciscana de Cracòvia expressa una enorme dosi d'emoció religiosa. El seu modernisme es fa gairebé extravagant. Va escriure drames de la història polonesa. La seva famosa obra Noces és un retrat macabrament sarcàstic de la societat polonesa del segle xix.

## Obres
- Warszawianka (1898)
- Noces (1901)
- Nit de novembre (1904)
- Acròpolis (1904)
- Skałka (1907)